# ألان برودكن هاندلر
ألان برودكن هاندلر (بالإنجليزية: Alan B. Handler) هو قاضي ومحامي أمريكي، ولد في 20 يوليو 1931 في نيوآرك في الولايات المتحدة.